# Erotylinae
Erotylinae (лат.) — подсемейство жесткокрылых их семейства жуков-грибовиков.

## Описание
Жуки темно-коричневой или чёрной окраски у многих групп имеется контрастный оранжево-красный рисунок из пятен или перевязей.

## Систематика
- Триба: Dacnini Gistel, 1856
  - Роды: Combocerus — Dacne — Microsternus — Xestus
- Триба: Encaustini Crotch, 1876
  - Роды: Aulacochilus — Encaustes — Linodesmus
- Триба: Erotylini Latreille, 1802
  - Роды: Aegithus — Bacis — Brachysphaenus — Coccimorphus — Cyclomorphus — Cypherotylus — Cytorea — Dichomorpha — Erotylus — Euphanistes — Eurycardius — Homeotelus — Micrerotylus — Perithonius — Phricobacis — Plastococcus — Prepopharus — Priotelus — Rhynchothonius — Scaphengis — Scaphidomorphus — Sphenoxus — Tapinotarsus — Thonius — Zonarius
- Триба: Languriini Crotch, 1873
  - Роды: Languria — Leucohimatium
- Триба: Megalodacnini Sen Gupta, 1970
  - Роды: Antillengis — Megalodacne
- Триба: Tritomini Curtis, 1834
  - Рода: Altisessor — Cubyrus — Epytus — Hirsutotriplax — Ischyrus — Lybanodes — Mycotretus — Notaepytus — Pseudischyrus — Triplax — Tritoma